# Neopromachus dyselius
Neopromachus dyselius är en insektsart som beskrevs av Günther 1929. Neopromachus dyselius ingår i släktet Neopromachus och familjen Phasmatidae. Inga underarter finns listade i Catalogue of Life.